# گودیر (آریزونا)
گودیر (به انگلیسی: Goodyear) شهری در شهرستان مریکوپا ایالت آریزونا است که در سرشماری سال ۲۰۱۰ میلادی، ۶۵٬۲۷۵ نفر جمعیت داشته است. گودیر، به‌طور رسمی در تاریخ ۱۹۴۶ میلادی به‌عنوان یک شهر شناخته شد.